# Die Playboys
Die Playboys (Originaltitel: The Playboys) ist ein US-amerikanisch-irisches Filmdrama von Gillies MacKinnon aus dem Jahr 1992. In den Hauptrollen sind Albert Finney, Aidan Quinn und Robin Wright zu sehen.

## Handlung
Die Handlung spielt im Jahr 1957 in Irland in dem klein Dorf Butlershill: Die unverheiratete Tara Maguire wird schwanger, was in ihrem Heimatort für einen Skandal sorgt. Sie verrät nicht, wer der Vater des Kindes ist; insbesondere widersteht sie dem starken Druck, den der örtliche Priester auf sie ausübt, der sie sogar öffentlich in der Kirche an den Pranger stellt. Zusammen mit ihrer Schwester Brigid gibt sie ihrem Kind ein behütendes Zuhause.
Nicht nur der nicht mehr ganz junge Constable Brendan Hegarty wirbt um die schöne junge Frau. Brendan, der behauptet, der Vater von Taras Kind zu sein, leitet daraus besondere Rechte ab. Tara weist ihn jedoch zurück, da ihr seine lethargische Art auf Dauer nicht zusagt, auch weicht ihre Erwartung, die sie ans Leben hat, erheblich von der Hegartys ab. Obwohl der Dorfpolizist dem Trinken abgeschworen hat, verbringt er einen Großteil seiner Zeit in Pubs. Als die Schauspielertruppe „Die Playboys“ in dem kleinen Ort Halt macht, zu der auch der Schauspieler und Wanderkünstler Tom Casey gehört, verliebt Tara sich Hals über Kopf in den charmanten jungen Mann, der ihre Gefühle aus vollem Herzen erwidert. Daraufhin kommt es zu einer heftigen Konfrontation zwischen den rivalisierenden Männern, die dahingehend eskaliert, dass Hegarty Tom auflauert, um ihm zu erzählen, dass er der Vater von Taras Kind sei. Da Caseys Vorleben nicht ganz unproblematisch ist, trägt das zusätzlich dazu bei, dass die Situation eskaliert.
Am Ende erscheint es nur folgerichtig, dass Tara sich entscheidet zusammen mit ihrem Kind nach Dublin zu gehen. Ihr ferneres Ziel sind die Vereinigten Staaten, das Land, das sie seit ihrer ersten Begegnung mit Tom, der sich als Amerikaner gerierte, in seinen Bann gezogen hat. Nicht länger möchte sie der spießbürgerlichen Atmosphäre ihres Heimatortes ausgesetzt sein, und ihr Kind soll freier aufwachsen.

## Produktion, Hintergrund und Veröffentlichung
Produktionsfirma war die Green Umbrella Ltd., The Samuel Goldwyn Company. Der Film wurde in Redhills Village in Irland gedreht. Er spielte in den Kinos der USA ca. 4,9 Millionen US-Dollar ein.
Ursprünglich sollte Annette Bening die Rolle der Tara spielen. Da sie zu dieser Zeit schwanger war, ging die Rolle an Robin Wright. Die Schauspielerin äußerte in einem Interview zum Film, dass ihr bewusst war, dass sie nicht die erste Wahl für diese Rolle gewesen sei, wodurch in den ersten Wochen während der Dreharbeiten ein großer Druck auf ihr gelastet habe. Gegenüber dem irischen Schriftsteller Shane Connaughton, der das Drehbuch zu dem Filmdrama Mein linker Fuß schrieb, äußerte Wright: „Es ist eine großartige Geschichte und sehr lustig und sehr berührend.“
Die Rolle der Tara sei eine sehr komplexe Rolle, wie sie einer Schauspielerin nicht allzu oft angeboten werde. Natürlich habe sie diese Chance gern wahrgenommen. Tara sei unabhängig, ehrlich und nicht gefangen in Konventionen wie ihre Mitbürger. Sie sei die einzige Person, die nicht unterdrücke, was sie tief im Inneren fühle. Dadurch sei sie die Ausgestoßene in ihrem Dorf und ihrer Zeit weit voraus. Viel bedeutet habe ihr auch die Zusammenarbeit mit Albert Finney und sie sei nicht enttäuscht worden. Mit ihm zusammenzuarbeiten habe eine ganz andere Energie freigesetzt, weil er eine Art von Professionalität habe, deren Hintergrund auch begründet liege in seiner Arbeit an englischen Theatern. Auch für ihr Zusammenspiel mit Aidan Quinn fand Wright lobende Worte. Ein ähnliches Lob zollte sie auch dem schottischen Regisseur Gillies Mackinnon und seiner Annäherung an die Filmproduktion. Sie hätten eine Beziehung gehabt wie Bruder und Schwester.
Für ihre Rolle einer Irin musste Wright sich ihre Haare rot färben lassen und blaue Kontaktlinsen tragen. Außerdem wurden ihr zusätzliche Sommersprossen geschminkt.
Der Film hatte in den USA am 22. April 1992 Premiere, im Vereinigten Königreich lief er am 29. Mai 1992 an und in Irland am 19. Juni 1992. In Australien startete er am 17. September 1992, in Deutschland am 6. Mai 1993, in Spanien am 2. Juli 1993, in Frankreich am 9. März 1994 und in Argentinien (Videopremiere) am 6. Februar 1996.
Ausgestrahlt wurde er außerdem in Brasilien, in Kanada, in Griechenland, in Ungarn, in Italien und in Portugal.
Am 22. April 1992 erschien der Film mit einer deutschen Tonspur auf DVD (104 Minuten), herausgegeben vom Studio MCP Sound & Media AG.

## Kritik
Roger Ebert schrieb in der Chicago Sun-Times vom 1. Mai 1992, der Film weise „beträchtlichen Charme“ und „Lokalkolorit“ auf. Er wünsche sich jedoch, das Drehbuch würde dem visuellen und schauspielerischen Niveau des Films entsprechen. Der Film sei vorhersehbar.
Das Lexikon des internationalen Films schrieb, der Film sei „letztendlich nur ein stimmungsvoll fotografiertes Melodram“. Er nutze „lediglich in Ansätzen“ die „Möglichkeit zur Auseinandersetzung mit Problemen des Menschen zwischen Unabhängigkeitswillen, Freiheitsbedürfnis, romantischer Sehnsucht und gesellschaftlich-moralisch festgesetzten Verhaltensweisen“.
Cinemas Fazit lautete: „Humorvoll-poetisches Drama, toll gespielt“
Bei kino.de war die Rede davon, dass dies wieder „ein schön verquaster Film aus Irland“ sei, „wo die Gesetze der Zeit außer Kraft gesetzt scheinen“. Weiter hieß es: Regie-Erstling Gillies McKinnon kann sich auf seine Schauspielriege verlassen. Vor allem Robin Wright, die zu oft als Staffage eingesetzt wird, beweist Talent. Ein Schmankerl für Fans von ‚Mein linker Fuß‘ oder ‚Hear My Song‘.
CinetvX fasste sein Urteil in dem Satz zusammen: „Wunderschöne, ruhig erzählte Liebesgeschichte, bei der die Chemie zwischen den beiden Hauptdarstellern stimmt.“

## Auszeichnung
Gillies MacKinnon gewann im Jahr 1993 den Publikumspreis des Filmfestivals Würzburg International Filmweekend.
Die Deutsche Film- und Medienbewertung FBW in Wiesbaden verlieh dem Film das Prädikat wertvoll.